# フォルトツリー解析

フォルトツリー

フォルトツリー解析（フォルトツリーかいせき、英: Fault Tree Analysis：FTA）とは、故障・事故の分析手法。JIS C 5750-4-4：2011 では標題で故障の木解析としている。JIS Z8115:2000では、フォールトの木解析を使っている。故障木解析ということもある。

## 概要
FTAは、JIS Z8115:2000で、「下位アイテム又は外部事象、若しくはこれらの組合せのフォールトモードのいずれが、定められたフォールトモードを発生させ得るか決めるための、フォールトの木形式で表された解析。」と定義している。また、「FTAではその発生が好ましくない事象について、発生経路、発生原因及び発生確率をフォールトの木を用いて解析する。」としている。
すなわち、発生頻度の分析のために、原因の潜在的な危険（フォールト）を論理的にたどり（ここで言う「フォールト」とは、機器の故障やヒューマンエラー等のイベントを指す。）、それぞれの発生確率を加算し、基本的な事象が起こりうる確率を算出する。
なお、FTAは、望ましくない事象に対しその要因を探る、トップダウンの解析手法を特徴とする。これは、類似のFMEA（故障モード影響解析）ボトムアップとは逆のアプローチになる。同じく国際規格であるHAZOPは、どちらの手法の最初の段階で利用できるため、トップダウン、ボトムアップのどちらにも対応したより抽象的な手法であり、この三つの手法の組み合わせが従来発見できなかった不具合の早期発見に役立っている。

## 歴史
FTAは、1961年に開発されたミニットマンミサイルの信頼性評価・安全性解析を目的として、その協力先であるベル研究所のH・A・ワトソンのグループが考案した。これをきっかけに、原子力プラント・化学プラント・交通システムなどに幅広く応用され、それぞれ一定の効果を発揮している。1990年にIEC 61025として国際規格になり、2006年に第二版を発行している。JISでは C 5750-4-4：2011 ディペンダビリティ  マネジメント−
第 4-4 部：システム信頼性のための解析技法−故障の木解析（FTA）である。

## 手法
FTAでは、以下の手順によって事象の要因を解明する。

### 望ましくない事象の定義
FTAでは、まず始めに望ましくない事象を定義する。これを上位事象 (Top Event)と呼ぶ。FTA図では、上位事象を長方形の枠で囲み、図の最上段に配置する。
上位事象には、機器の故障に限らず「火災」、「講演会の中止」、「登山の遭難」など、どのような事故でも設定することができる。
その場合のFaultは、それぞれ火災防止システムの故障、講演会中止事由の発生、登山遭難防止システムの故障と考えることができる。上位事象は、その発生防止が可能な性質の事象でなければならず、自然現象を上位事象にすることは出来ないとするのが一般である。しかし、その上位事象の発生頻度の解析だけを目的とする場合は、自然現象を上位事象にすることもあり得る。

### トップ事象発生要因の摘出
トップ事象の下方に、トップ事象の発生に関与する要因事象（十分条件）を系統的に、すなわち、漏れや重複がないように列挙する。系統的に列挙するためには、適当に中間事象を配置し、その下に基本事象を列挙するのがよい。
中間事象は、複雑なシステムを対象とする場合には、下に向かって、1次中間事象、2次中間事象、～という具合に階層に配列する。中間事象は、いわば分類項目であり、長方形の枠で囲む。例えば、横の関係として、「左、中間、右」とか、「材料、機械、人、方法、測定」とか、「エンジン部、ステアリング部、油圧部、など」とか、システム全体をいくつかに分割した形式をとる必要がある。すなわち、合計すれば全体になるようにしないと事象の列挙漏れにつながる。
基本事象とは、確率を見積もる事象であり、○枠で囲んで最下段に配列する。

### 故障木図の作成
トップ事象と基本事象の因果関係をブール論理を用いて表現した故障木図(Fault Tree)を作成する。トップ事象を頂上に置き、その下に1次中間事象、2次中間事象、などと階層状に中間事象を配置し、最下段に基本事象を配置する。
上位事象Xの下に下位事象A、B、Cなどがある場合に、いずれか1つが発生すれば上位事象Xが発生する関係を示す論理記号をORゲートと呼ぶ。この場合、下位事象A、B、Cの確率を加算して上位事象Xの発生確率とする。また、それらの全てが同時に発生した場合に限って上位事象Xが発生する関係を示す論理記号をANDゲートと呼ぶ。この場合、下位事象A、B、Cの確率を積算して上位事象Xの発生確率とする。
条件事象Bを満たす場合に限り、「下位事象Aが発生すれば上位事象Xが発生する」という関係を示す倫理記号は制約ゲートと呼ぶ。この場合、下位事象Ａと条件事象Bの確率を積算して上位事象Xの発生確率とする。
これらのゲートは、記号で示すのが本来であるが、それぞれ「AND」、「OR」、「CON」などの文字記号を使ってもよい。

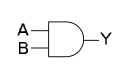
ANDゲート
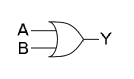
ORゲート

### 事象発生確率の割り当て
各事象の発生確率を求める。なお、基本事象の発生確率を定量化することができないまたは上位事象の発生確率の定量化が必要ない場合はこの過程を省く。
確率には、性質の異なる頻度確率と状態確率の2種類がある。頻度確率と状態確率は、相互に性質（単位）が異なる故に加算することは出来ない。相乗することは可能である。
頻度確率
1時間に1回、月に1回、年に1回、10年に1回などの評価である。これぐらいの発生頻度を覚悟するのが妥当という判断である。例えば、朝の出勤時に電車が動かない確率が、毎月起きる程には頻繁でなく、10年に1回よりは頻繁である場合には、年1回と評価する。
状態確率
新規設計の機器において、一応の検証試験で合格した場合は、状態確率を0.1に見積もる。数年の使用実績に耐えて問題なければ0.01に評価する。この状態確率を制約条件の確率として、これと別の異常な基本事象の頻度確率とを積算する。
上位事象の発生確率
下位事象の発生確率と、ブール論理で表現された因果関係からその上位事象の発生確率を求める。
頻度確率は、例えば、朝の出勤時に電車が動かない確率を評価するときは、そういう日が1年に1日あるかどうかを評価するから、
1日 / 365日 = 3×10−3
と、基本事象から上位事象に至るまで全部の事象の確率を日単位で計算する。しかし、地震でビルが倒壊して通行人を殺傷する事象を考えるときは、ビルの倒壊と人の通過が同じ1分間に起きることを想定してANDゲートの下に配置しなければならないから、頻度確率全体を分単位に統一評価してから計算する。

### 評価
最後に、作成されたFT図を参照し、トップ事象の発生原因への対策を行う。上で求められたトップ事象の発生確率が目標を満足しないときには、下位事象の対策によってその確率を低下させる。
中間事象として、例えば、「材料、機械、人、方法、測定」を列挙した場合、それぞれが妥当な確率値となるようにバランスを考慮して対策を講じる。機械の故障は1万年に1度の事象である反面、ヒューマンエラーは1時間に1回ほどありうるというようなアンバランスな状態を解消して、過剰な確率を回避すると同時に過剰対策をも回避することがFTAの基本的な考え方である。